# Чемпіонат Європи з художньої гімнастики 2023
39-й чемпіонат Європи з художньої гімнастики, що відбувся в Баку, Азербайджан, з 17 травня по 21 травня 2023 року.
Через вторгнення Росії в Україну 24 лютого 2022 року, в тому числі з території Білорусі, художні гімнастки збірних Росії та Білорусі до змагань не допущені.

## Медальний залік
| Місце  | Країна      | Золото | Срібло | Бронза | Загалом |
| ------ | ----------- | ------ | ------ | ------ | ------- |
| 1      | Болгарія    | 5      | 5      | 3      | 13      |
| 2      | Ізраїль     | 2      | 5      | 1      | 8       |
| 3      | Італія      | 2      | 1      | 2      | 6       |
| 4      | Україна     | 1      | 1      | 0      | 2       |
| 5      | Азербайджан | 1      | 0      | 4      | 5       |
| 6      | Німеччина   | 1      | 0      | 0      | 1       |
| 7      | Словенія    | 0      | 0      | 1      | 1       |
| 7      | Іспанія     | 0      | 0      | 1      | 1       |
| Всього | Всього      | 12     | 12     | 12     | 36      |

## Медалісти
| Дисципліна                        | Золото | Срібло | Бронза |
| --------------------------------- | --- | --- | --- |
| Командна першість                 | Болгарія груповички Софія Іванова Камелія Петрова Рейчел Стоянов Женіна Трашлієва Радіна Томова лічниці Боряна Калейн Стіліана Ніколова Єва Брезалієва | Україна груповички Анастасія Возняк Діана Баєва Дарина Дуда Єва Мелещук Єлизавета Азза Марія Височанська лічниці Вікторія Онопрієнко Поліна Каріка Поліна Городнича | Ізраїль груповички Шані Баканов Адар Фрідман Еліза Банчук Ромі Паріцькі Офір Шахам Діана Сверцов лічниці Даніела Мунитс Аді Ася Кац |
| Особиста першість                 | | | |
| Абсолютна першість                | Боряна Калейн (BUL) | Софія Раффаелі (ITA) | Стіліана Ніколова (BUL) |
| Вправа з обручем                  | Вікторія Онопрієнко (UKR) | Аді Ася Кац (ISR) | Боряна Калейн (BUL) |
| Вправа з м'ячем                   | Софія Раффаелі (ITA) | Стіліана Ніколова (BUL) | Зохра Агхамірова (AZE) |
| Вправа з булавами                 | Софія Раффаелі (ITA) | Боряна Калейн (BUL) | Катерина Веденеєва (SLO) |
| Вправа зі стрічкою                | Дар'я Варфоломеєв (GER) | Єва Брезалієва (BUL) | Стіліана Ніколова (BUL) |
| Групові вправи                    | | | |
| Групова першість                  | Болгарія Софія Іванова Камелія Петрова Рейчел Стоянов Женіна Трашлієва Радіна Томова                                                                   | Ізраїль Шані Баканов Адар Фрідман Еліза Банчук Ромі Паріцькі Офір Шахам Діана Сверцов                                                                               | Азербайджан Гуллу Агаларзаде Ламан Алімурадова Камілла Алієва Зейнаб Гумматова Єлизавета Лузан Дар'я Сорокіна                       |
| Вправа з 5 обручами               | Ізраїль Шані Баканов Адар Фрідман Еліза Банчук Ромі Паріцькі Офір Шахам Діана Сверцов                                                                  | Болгарія Софія Іванова Камелія Петрова Рейчел Стоянов Женіна Трашлієва Радіна Томова                                                                                | Італія Мартіна Центофанті Агнес Дуранті Алессія Мауреллі Даніела Могуріан Лаура Паріс Алессія Руссо                                 |
| Вправа з 3 стрічками та 2 м'ячами | Азербайджан Гуллу Агаларзаде Ламан Алімурадова Камілла Алієва Зейнаб Гумматова Єлизавета Лузан Дар'я Сорокіна                                          | Ізраїль Шані Баканов Адар Фрідман Еліза Банчук Ромі Паріцькі Офір Шахам Діана Сверцов                                                                               | Іспанія Ана Арнау Камарена Інес Бергуа Навалес Мірея Мартінес Патрісія Перес Фос Сальма Солаун                                      |
| Юніорська першість                | | | |
| Групова першість                  | Ізраїль Ксенія Кулик Елінор Герц Ювал Шульман Шеллі Елгу Мейтал Мааян Сумкін Анат Шайдер                                                               | Болгарія Ева Емілова Ванесса Емілова Кразіміра Іванова Андреа Іванова Габріела Пеєва Цветояна Пейчева                                                               | Азербайджан Мадіна Асланова Говшан Ібрагімова Сакінаханім Ісмаїлзада Ілаха Багадірова Айян Садігова Захра Джафарова                 |
| Вправа з 5 м'ячами                | Болгарія Ева Емілова Ванесса Емілова Кразіміра Іванова Андреа Іванова Габріела Пеєва Цветояна Пейчева                                                  | Ізраїль Ксенія Кулик Елінор Герц Ювал Шульман Шеллі Елгу Мейтал Мааян Сумкін Анат Шайдер                                                                            | Азербайджан Мадіна Асланова Говшан Ібрагімова Сакінаханім Ісмаїлзада Ілаха Багадірова Айян Садігова Захра Джафарова                 |
| Вправа з 5 скакалками             | Болгарія Ева Емілова Ванесса Емілова Кразіміра Іванова Андреа Іванова Габріела Пеєва Цветояна Пейчева                                                  | Ізраїль Ксенія Кулик Елінор Герц Ювал Шульман Шеллі Елгу Мейтал Мааян Сумкін Анат Шайдер                                                                            | Італія Вірджинія Гуттіні Еліса Добровольська Гая Д'Антона Катерина Малтоні Крістіна Вертура Б'янка Вігноззі                         |

## Командна першість
Команда складається з 2-3 лічниць, кожна з яких має взяти участь хоча б в одному виді програми, та однієї групи. В кожному виді бере участь лиш дві представниці команди. Результат командної першості визначається сумою 8 оцінок лічниць та двох оцінок груп.
Топ-12 команд кваліфікуються на чемпіонат світу в Валенсії, Іспанія, в повному складі.

### Командні змагання
| Місце | Команда     | Сума    |
| ----- | ----------- | ------- |
| 1     | Болгарія    | 324,500 |
| 2     | Україна     | 311,800 |
| 3     | Ізраїль     | 310,200 |
| 4     | Італія      | 305,150 |
| 5     | Німеччина   | 304,050 |
| 6     | Іспанія     | 303,850 |
| 7     | Азербайджан | 290,900 |
| 8     | Угорщина    | 290,000 |
| 9     | Греція      | 288,900 |
| 10    | Франція     | 288,200 |
| 11    | Румунія     | 273,250 |
| 12    | Естонія     | 263,350 |
| 13    | Грузія      | 260,450 |
| 14    | Фінляндія   | 260,300 |
| 15    | Португалія  | 251,650 |
| 16    | Туреччина   | 247,850 |
| 17    | Чехія       | 239,550 |

## Особиста першість

### Абсолютна першість
24 фіналістки абсолютної першості визначаються за сумою трьох найкращих оцінок в кваліфікації.
| Місце | Гімнастка                      | Обруч  | М'яч   | Булави | Стрічка | Сума    |
| ----- | ------------------------------ | ------ | ------ | ------ | ------- | ------- |
| 1     | Боряна Калейн (BUL)            | 33.250 | 33.100 | 32.900 | 31.250  | 131.000 |
| 2     | Софія Раффаелі (ITA)           | 33.800 | 31.900 | 32.350 | 31.500  | 129.550 |
| 3     | Стіліана Ніколова (BUL)        | 34.700 | 34.750 | 32.300 | 27.750  | 129.500 |
| 4     | Дар'я Варфоломеєв (GER)        | 31.150 | 33.550 | 32.250 | 32.100  | 129.050 |
| 5     | Поліна Каріка (UKR)            | 31.450 | 31.450 | 30.650 | 30.250  | 123.800 |
| 6     | Катерина Веденеєва (SLO)       | 30.650 | 30.650 | 31.250 | 30.150  | 122.700 |
| 7     | Зохра Агхамірова (AZE)         | 29.650 | 31.300 | 31.650 | 29.800  | 122.400 |
| 8     | Поліна Березіна (ESP)          | 32.300 | 30.300 | 30.000 | 28.800  | 121.400 |
| 9     | Маргарита Колосов (GER)        | 31.950 | 30.450 | 30.300 | 28.450  | 121.150 |
| 10    | Аді Ася Кац (ISR)              | 33.500 | 28.950 | 30.450 | 27.150  | 120.050 |
| 11    | Панакіота Литра (GRE)          | 29.450 | 29.600 | 30.850 | 28.900  | 118.800 |
| 12    | Александра Аджиджикулезе (ITA) | 30.300 | 30.500 | 30.550 | 27.400  | 118.750 |
| 13    | Анналіза Драган (ROU)          | 30.550 | 29.500 | 28.800 | 29.300  | 118.150 |
| 14    | Вікторія Онопрієнко (UKR)      | 32.850 | 26.650 | 26.700 | 31.750  | 117.950 |
| 15    | Даніела Мунітс (ISR)           | 31.700 | 30.650 | 27.450 | 28.050  | 117.850 |
| 16    | Фанні Пігнінскі (HUN)          | 30.850 | 29.850 | 27.350 | 27.550  | 115.600 |
| 17    | Альба Баутиста (ESP)           | 27.200 | 29.350 | 26.550 | 30.250  | 113.350 |
| 18    | Майлі Мілле (FRA)              | 29.900 | 27.150 | 29.450 | 26.550  | 113.050 |
| 19    | Анна Панна Вейснер (HUN)       | 25.500 | 28.300 | 28.900 | 28.350  | 111.050 |
| 20    | Емілія Хенкель (POL)           | 29.650 | 25.350 | 27.850 | 26.600  | 109.450 |
| 21    | Андреа Вердес (ROU)            | 28.400 | 27.500 | 27.900 | 25.550  | 109.350 |
| 22    | Еммі Пііронен (FIN)            | 29.000 | 28.600 | 26.950 | 23.900  | 108.450 |
| 23    | Естер Крейцман (EST)           | 29.000 | 27.800 | 28.100 | 23.500  | 108.400 |
| 24    | Хелен Карбанов (FRA)           | 29.100 | 25.850 | 26.600 | 26.650  | 108.200 |

### Вправа з обручем
| Місце | Гімнастка                 | Складність | Виконання | Артистизм | Штраф | Сума   |
| ----- | ------------------------- | ---------- | --------- | --------- | ----- | ------ |
| 1     | Вікторія Онопрієнко (UKR) | 16.9       | 8.300     | 8.050     |       | 33.250 |
| 2     | Аді Ася Кац (ISR)         | 17.0       | 7.900     | 8.050     | 0.350 | 32.600 |
| 3     | Боряна Калейн (BUL)       | 16.4       | 8.000     | 7.900     | 0.050 | 32.250 |
| 4     | Софія Раффаелі (ITA)      | 16.2       | 7.750     | 8.100     |       | 32.050 |
| 5     | Фанні Пігнінскі (HUN)     | 15.9       | 7.700     | 8.150     | 0.050 | 31.700 |
| 6     | Зохра Агхамірова (AZE)    | 15.1       | 8.050     | 7.950     |       | 31.100 |
| 7     | Стіліана Ніколова (BUL)   | 14.2       | 7.050     | 7.750     | 0.300 | 28.700 |
| 8     | Поліна Березіна (ESP)     | 15.0       | 6.850     | 7.400     | 0.600 | 28.650 |

### Вправа з м'ячем
| Місце | Гімнастка                 | Складність | Виконання | Артистизм | Штраф | Сума   |
| ----- | ------------------------- | ---------- | --------- | --------- | ----- | ------ |
| 1     | Софія Раффаелі (ITA)      | 17.0       | 8.250     | 8.400     |       | 33.650 |
| 2     | Стіліана Ніколова (BUL)   | 17.2       | 7.950     | 8.200     |       | 33.350 |
| 3     | Зохра Агхамірова (AZE)    | 16.6       | 8.000     | 8.250     |       | 32.850 |
| 4     | Вікторія Онопрієнко (UKR) | 16.7       | 8.000     | 8.000     |       | 32.700 |
| 5     | Дар'я Варфоломеєв (GER)   | 16.4       | 8.150     | 8.100     |       | 32.650 |
| 6     | Боряна Калейн (BUL)       | 16.1       | 8.000     | 8.250     | 0.050 | 32.300 |
| 7     | Фанні Пігнінскі (HUN)     | 15.8       | 7.700     | 7.900     |       | 31.400 |
| 8     | Панакіота Литра (GRE)     | 15.1       | 7.850     | 8.000     |       | 30.950 |

### Вправа з булавами
| Місце | Гімнастка                      | Складність | Виконання | Артистизм | Штраф | Сума   |
| ----- | ------------------------------ | ---------- | --------- | --------- | ----- | ------ |
| 1     | Софія Раффаелі (ITA)           | 16.6       | 8.150     | 8.250     |       | 33.000 |
| 2     | Боряна Калейн (BUL)            | 16.2       | 8.050     | 8.400     |       | 32.650 |
| 3     | Катерина Веденеєва (SLO)       | 15.4       | 8.300     | 8.000     |       | 31.700 |
| 4     | Вікторія Онопрієнко (UKR)      | 15.6       | 8.250     | 7.850     | 0.050 | 31.650 |
| 5     | Дар'я Варфоломеєв (GER)        | 15.9       | 7.650     | 7.800     |       | 31.350 |
| 6     | Панакіота Литра (GRE)          | 15.4       | 7.900     | 7.850     | 0.050 | 31.100 |
| 7     | Зохра Агхамірова (AZE)         | 14.0       | 7.950     | 7.800     |       | 29.750 |
| 8     | Александра Аджиджикулезе (ITA) | 13.1       | 6.100     | 7.250     | 0.050 | 26.400 |

### Вправа зі стрічкою
| Місце | Гімнастка                 | Складність | Виконання | Артистизм | Штраф | Сума   |
| ----- | ------------------------- | ---------- | --------- | --------- | ----- | ------ |
| 1     | Дар'я Варфоломеєв (GER)   | 15.7       | 8.300     | 8.250     |       | 32.250 |
| 2     | Єва Брезалієва (BUL)      | 15.6       | 7.800     | 8.200     |       | 31.600 |
| 3     | Стіліана Ніколова (BUL)   | 15.0       | 8.100     | 8.450     |       | 31.550 |
| 4     | Катерина Веденеєва (SLO)  | 14.3       | 8.300     | 8.100     |       | 30.700 |
| 5     | Мілена Балдасарі (ITA)    | 14.2       | 7.300     | 7.950     |       | 29.450 |
| 6     | Вікторія Онопрієнко (UKR) | 13.4       | 7.500     | 8.100     |       | 29.000 |
| 7     | Аді Ася Кац (ISR)         | 12.8       | 7.800     | 8.100     |       | 28.700 |
| 8     | Даніела Мунітс (ISR)      | 13.9       | 7.050     | 7.700     |       | 28.650 |

## Групові вправи

### Групова першість
| Місце | Команда     | 5 обручами | 3 стрічками та 2 м'ячами | Сума   |
| ----- | ----------- | ---------- | ------------------------ | ------ |
| 1     | Болгарія    | 35,600     | 32,450                   | 68,050 |
| 2     | Ізраїль     | 35,600     | 31,700                   | 67,300 |
| 3     | Азербайджан | 32,900     | 32,500                   | 65,400 |
| 4     | Україна     | 34,900     | 29,200                   | 64,100 |
| 5     | Італія      | 34,150     | 29,000                   | 63,150 |
| 6     | Іспанія     | 34,350     | 28,750                   | 63,100 |
| 7     | Франція     | 33,600     | 28,950                   | 62,550 |
| 8     | Греція      | 31,300     | 29,400                   | 60,700 |
| 9     | Польща      | 33,350     | 26,400                   | 59,750 |
| 10    | Німеччина   | 30,850     | 26,050                   | 59,750 |
| 11    | Угорщина    | 30,750     | 26,100                   | 56,850 |
| 12    | Естонія     | 29,650     | 26,500                   | 56,150 |
| 13    | Туреччина   | 29,300     | 19,900                   | 49,200 |
| 14    | Грузія      | 25,150     | 22,800                   | 47,950 |
| 15    | Чехія       | 26,950     | 20,250                   | 47,200 |
| 16    | Фінляндія   | 27,150     | 18,000                   | 45,150 |
| 17    | Португалія  | 27,700     | 17,250                   | 44,950 |
| 18    | Румунія     | 22,000     | 22,650                   | 44,650 |

### Вправа з 5 обручами
| Місце | Команда     | Складність | Виконання | Артистизм | Штраф | Сума   |
| ----- | ----------- | ---------- | --------- | --------- | ----- | ------ |
| 1     | Ізраїль     | 19.5       | 7.800     | 8.500     |       | 35.800 |
| 2     | Болгарія    | 19.1       | 7.600     | 8.550     |       | 35.250 |
| 3     | Італія      | 19.0       | 7.550     | 8.400     |       | 34.950 |
| 4     | Іспанія     | 19.3       | 7.250     | 8.050     |       | 34.600 |
| 5     | Польща      | 19.1       | 6.900     | 8.000     |       | 34.000 |
| 6     | Україна     | 18.2       | 7.450     | 8.200     |       | 33.850 |
| 7     | Франція     | 18.3       | 7.150     | 7.950     | 0.300 | 33.100 |
| 8     | Азербайджан | 18.3       | 6.300     | 8.200     |       | 32.800 |

### Вправа з 3 стрічками та 2 м'ячами
| Місце | Команда     | Складність | Виконання | Артистизм | Штраф | Сума   |
| ----- | ----------- | ---------- | --------- | --------- | ----- | ------ |
| 1     | Азербайджан | 16.8       | 7.250     | 8.200     |       | 32.250 |
| 2     | Ізраїль     | 16.5       | 7.450     | 8.200     |       | 32.150 |
| 3     | Іспанія     | 16.5       | 7.000     | 7.700     |       | 31.200 |
| 4     | Україна     | 15.3       | 6.700     | 7.850     |       | 29.850 |
| 5     | Болгарія    | 15.1       | 6.000     | 7.900     |       | 29.000 |
| 6     | Італія      | 14.9       | 6.250     | 7.800     |       | 28.950 |
| 7     | Греція      | 14.7       | 6.450     | 7.600     |       | 28.750 |
| 8     | Франція     | 14.3       | 6.100     | 7.400     |       | 27.800 |

## Юніорська першість

### Групова першість
| Місце | Команда         | 5 м'ячами | 5 стрічками | Сума   |
| ----- | --------------- | --------- | ----------- | ------ |
| 1     | Ізраїль         | 31,100    | 30,500      | 61,600 |
| 2     | Болгарія        | 28,800    | 30,450      | 59,250 |
| 3     | Азербайджан     | 29,000    | 29,450      | 58,450 |
| 4     | Україна         | 30,000    | 28,250      | 58,250 |
| 5     | Німеччина       | 26,850    | 27,850      | 54,700 |
| 6     | Польща          | 27,900    | 25,950      | 53,850 |
| 7     | Греція          | 26,550    | 27,050      | 53,600 |
| 8     | Іспанія         | 28,700    | 24,900      | 53,600 |
| 9     | Угорщина        | 23,350    | 26,650      | 50,000 |
| 10    | Литва           | 25,950    | 23,450      | 49,400 |
| 11    | Румунія         | 22,250    | 25,900      | 48,150 |
| 12    | Словаччина      | 25,050    | 22,900      | 47,950 |
| 13    | Естонія         | 24,200    | 23,200      | 47,400 |
| 14    | Словенія        | 24,050    | 23,250      | 47,300 |
| 15    | Грузія          | 24,900    | 20,300      | 45,200 |
| 16    | Фінляндія       | 25,300    | 19,800      | 45,100 |
| 17    | Чехія           | 21,800    | 19,350      | 41,150 |
| 18    | Андорра         | 19,200    | 20,450      | 39,650 |
| 19    | Велика Британія | 20,500    | 19,000      | 39,500 |
| 20    | Португалія      | 16,050    | 21,250      | 37,300 |
|       | Італія          | DNS       | 28,650      | DNF    |

### Вправа з 5 м'ячами
| Місце | Команда     | Складність | Виконання | Артистизм | Штраф  | Сума   |
| ----- | ----------- | ---------- | --------- | --------- | ------ | ------ |
| 1     | Болгарія    | 15,6       | 8,200     | 8,300     |        | 32,100 |
| 2     | Ізраїль     | 15,4       | 8,050     | 8,450     |        | 31,900 |
| 3     | Азербайджан | 15,1       | 8,000     | 8,100     |        | 31,200 |
| 4     | Україна     | 14,4       | 7,750     | 8,200     |        | 30,350 |
| 5     | Іспанія     | 12,7       | 6,950     | 8,000     |        | 27,650 |
| 6     | Греція      | 13,0       | 6,650     | 7,300     | -0,600 | 26,350 |
| 7     | Польща      | 11,4       | 6,450     | 7,300     |        | 25,150 |
| 8     | Німеччина   | 10,9       | 5,900     | 7,350     | -0,600 | 23,550 |

### Вправа з 5 скакалками
| Місце | Команда     | Складність | Виконання | Артистизм | Штраф  | Сума   |
| ----- | ----------- | ---------- | --------- | --------- | ------ | ------ |
| 1     | Болгарія    | 14,6       | 7,600     | 8,300     |        | 30,500 |
| 2     | Ізраїль     | 15,1       | 7,400     | 8,200     | -0,300 | 30,400 |
| 3     | Італія      | 14,5       | 7,300     | 7,750     |        | 29,550 |
| 4     | Азербайджан | 13,8       | 7,100     | 7,600     |        | 28,500 |
| 5     | Німеччина   | 13,6       | 6,800     | 7,550     |        | 27,950 |
| 6     | Греція      | 12,8       | 6,800     | 7,450     |        | 27,050 |
| 7     | Україна     | 12,0       | 8,800     | 7,150     | -0,300 | 25,650 |
| 8     | Угорщина    | 12,1       | 6,050     | 6,950     | -0,300 | 24,800 |

## Результати кваліфікації збірної України
Лічниці —
| Спортсменка         | Обруч            | Обруч       | М'яч             | М'яч        | Булави           | Булави     | Стрічка          | Стрічка     | Разом       |
| ------------------- | ---------------- | ----------- | ---------------- | ----------- | ---------------- | ---------- | ---------------- | ----------- | ----------- |
| Спортсменка         | D E А Pen        | Сума        | D E А Pen        | Сума        | D E А Pen        | Сума       | D E А Pen        | Сума        | Разом       |
| Вікторія Онопрієнко | 17,2 8,150 8,300 | 33,650 (1)  | 14,9 8,100 8,200 | 31,200 (8)  | 14,8 7,600 7,900 | 30,300 (5) | 15,9 7,850 8,300 | 32,050 (1)  | 96,900 (4)  |
| Поліна Каріка       | 15,5 7,250 7,750 | 30,500 (14) | 14,7 8,000 7,850 | 30,550 (13) | 13,8 8,200 7,750 | 29,750 (9) |                  |             | 90,800 (14) |
| Поліна Городнича    |                  |             |                  |             |                  |            | 14,2 7,700 7,800 | 29,700 (11) |             |

Групові вправи
| Спортсменки                                                                           | 5 обручами       | 5 обручами | 3 стрічками та 2 м'ячами | 3 стрічками та 2 м'ячами | Разом      |
| ------------------------------------------------------------------------------------- | ---------------- | ---------- | ------------------------ | ------------------------ | ---------- |
| Спортсменки                                                                           | D E А Pen        | Сума       | D E А Pen                | Сума                     | Разом      |
| Анастасія Возняк Діана Баєва Дарина Дуда Єва Мелещук Єлизавета Азза Марія Височанська | 19,2 7,550 8,150 | 34,900 (3) | 15,4 6,150 7,650         | 29,200                   | 64,100 (4) |

Групові вправи серед юніорів
| Спортсменки                                                                        | 5 м'ячами        | 5 м'ячами  | 5 скакалками     | 5 скакалками | Разом      |
| ---------------------------------------------------------------------------------- | ---------------- | ---------- | ---------------- | ------------ | ---------- |
| Спортсменки                                                                        | D E А Pen        | Сума       | D E А Pen        | Сума         | Разом      |
| Надія Юріна Ума Шамілова Софія Куц Кіра Ширикіна Мілана Махортова Наталія Денисова | 14,5 7,350 8,450 | 30,000 (2) | 13,4 7,000 7,850 | 28,250 (5)   | 54,700 (4) |